# Syntetfiber

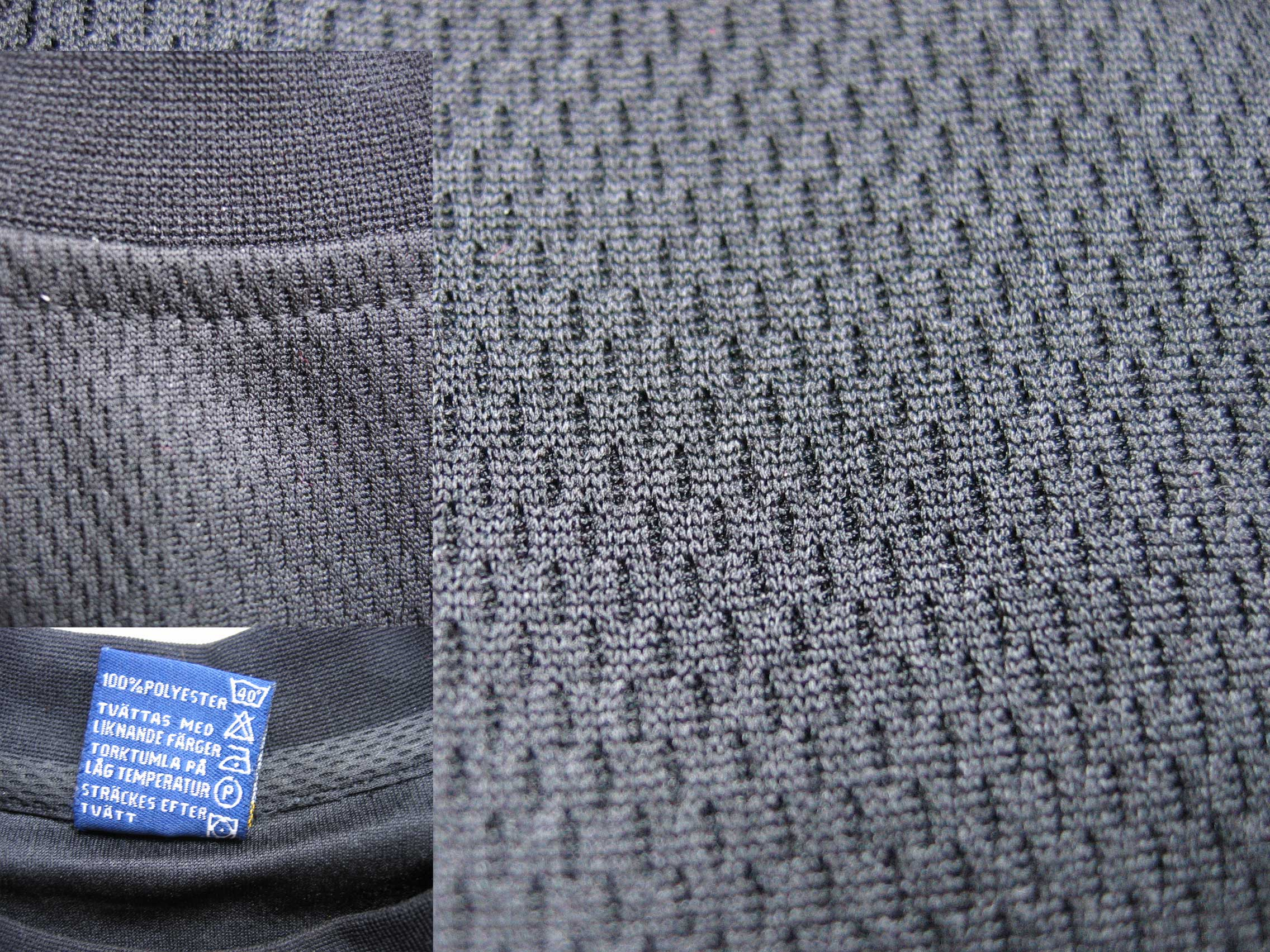
Klädesplagg av polyester.

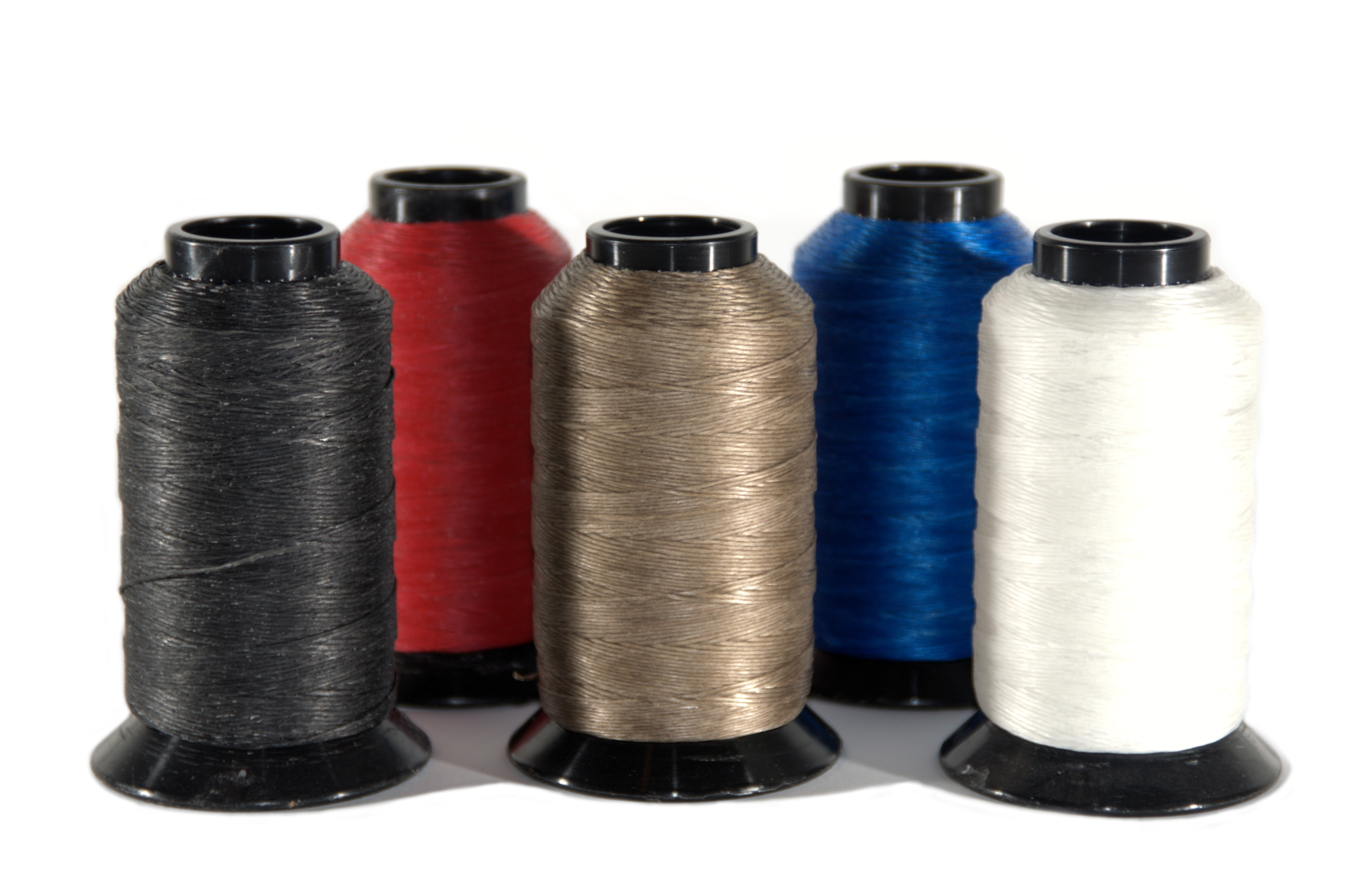
Rullar med tråd av dacron.

Syntetfibrer är ett samlingsnamn för konstfiber som tillverkas av kol eller oljeprodukter, till skillnad från konstfibrer framställda av cellulosa eller proteiner (regenatfibrer).
De första syntetiska fibrerna (nylon) började tillverkas i mitten på trettiotalet som en ersättning för silke. Länge dominerade också nylon som den mest betydelsefulla konstfibern. De idag mest betydelsefulla syntetfibrerna är i nämnd ordning polyesterfibrer, nylonfibrer, akrylfibrer och polypropenfibrer

## Tillverkning
Tillverkningen kan schematiskt delas upp i tre huvudsteg:
- spinnlösning: spinnlösningen tillverkas enkelt uttryckt av råvarorna petroleum, kol, vatten och syre. De genomgår polymerisation.
- spinning: spinnlösningen pressas genom spinndysor. Då uppstår fibersträngar. Beroende på form och storlek på dysorna får fibern olika egenskaper. Det finns tre varianter av spinnmetoder:
  - våtspinning ( ex viskos) ett fällningsbad gör att lösningen stelnar och bildar fasta fibrer
  - torrspinning (ex acetat) lösningsmedlet avdunstar i kontakt med varm luft
  - smältspinning (ex polyester) fiberstängerna stelnar i kontakt med kall luft.
- efterbehandling. exempelvis att fibern sträcks för att molekylerna ska lägga sig parallellt vilket ökar fiberns styrka.

## Egenskaper hos syntetfibrer
Syntetfiber är starka och elastiska, vilket bland annat innebär att de inte skrynklar så lätt. Syntetfiber har dålig uppsugningsförmåga, vilket bland annat leder till att det lätt bildas statisk elektricitet som drar till sig smuts.

- polyamid (som nylon, nomex och kevlar) är en mycket stark syntetfiber, elastisk och har god nötningshärdighet samt formstabil.
- polyester är en stark syntetfiber med god nötningshärdighet. Den absorberar mycket lite fukt. Egenskaper och användningsområde beror på fibertyp; för tekniska textilier med hög hållfasthet används filamentfibrer, medan stapelfibrer är elastiska och gärna används för exempelvis kläder.[4][5]
- akrylfiber - är en ganska svag syntetfiber, elastisk och påverkas i liten utsträckning av solljus, vilket gör den lämpad till utomhustextilier. Den är utformad för att likna ull.
- elastan (lycra, spandex) har mycket hög töjbarhet och elasticitet. Den tål både värme och svett. Den används tillsammans med andra fibrer i exempelvis badkläder
- polypropylen är mycket lätt och har god styrka, men dålig elasticitet och ingen fuktupptagning.[6]